# Paul Kalas
Paul Kalas est un astronome gréco-américain connu pour ses découvertes de disques de débris autour d'étoiles. Kalas est le chef de l'équipe qui a produit les premières images en lumière visible d'une exoplanète avec mouvement orbital, celles de Fomalhaut b, à 25 années-lumière .

## Découvertes
| AU Microscopii | 14 octobre 2003   |
| Fomalhaut      | 17 mai 2004       |
| HD 15115       | 17 juillet 2006   |
| HD 53143       | 11 septembre 2004 |
| HD 139664      | 14 octobre 2004   |